# Pierre de Castelnau
Pierre de Castelnau o Pedro de Castelnau (en occitano, Pèire de Castelnòu) fue un presbítero cisterciense e inquisidor pontificio, asesinado cerca de Saint-Gilles, Languedoc, el 15 de enero de 1208.
En el año 1203 se encontraba en la abadía cisterciense de Fontfroide cuando el papa Inocencio III lo designó, junto con Raul Ranier, su legado en Languedoc. Ambos serían dotados de plenos poderes para intentar, vanamente, parar la herejía catara. Estos poderes iban incluso en detrimento de la jurisdicción de los obispos, hecho que los opuso a los de Toulouse, Béziers y Vivers, que serían suspendidos. Predicaron con Santo Domingo de Guzmán y con Diego, obispo de Osma. Pero especialmente Pierre hizo una violenta campaña política contra Ramón VI de Tolosa, al cual excomulgó en el año 1207.
Fue asesinado, por alguien cercano al conde Ramón VI de Tolosa, hecho que fue el detonante del comienzo de la Cruzada Albigense.
Declarado mártir por Inocencio IV, después beatificado, se venera el 15 de enero en las diócesis de Carcasona y Nimes.

## Cultura popular
Se relata la muerte de Pedro de Castelnau en la novela Imperator (2010) de Isabel San Sebastián.